# Отэмати (станция, Токио)

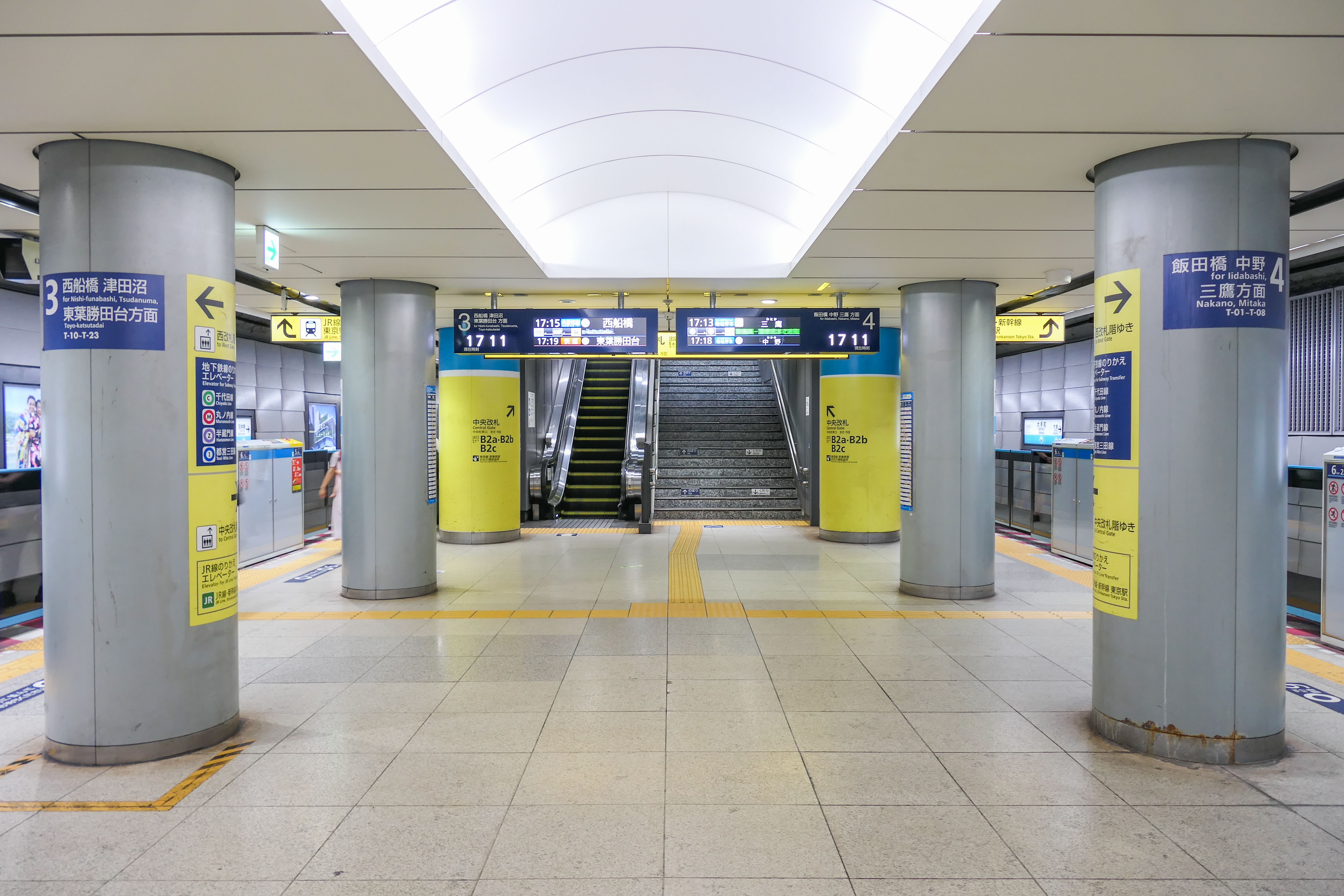
Платформа линии Тодзай

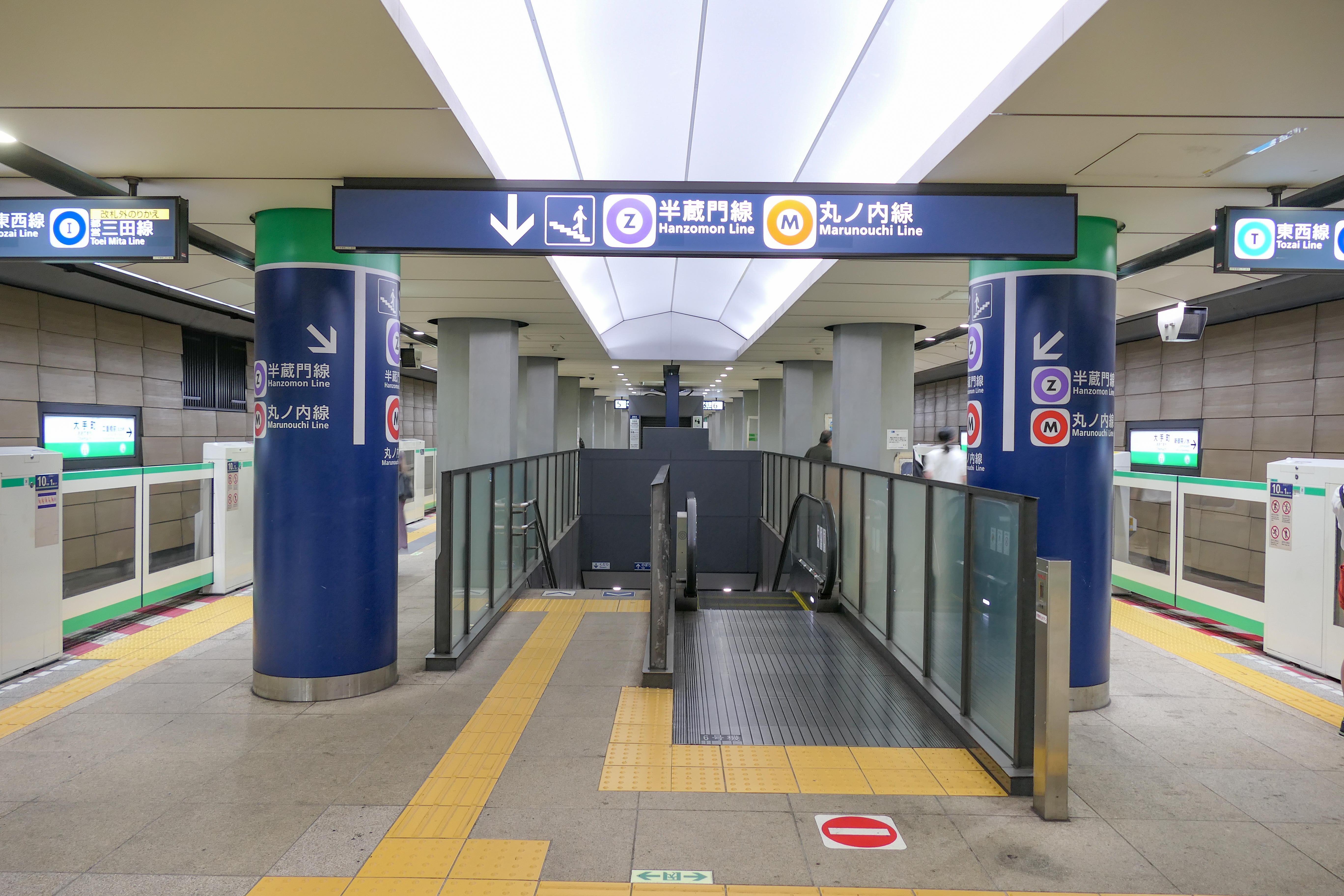
Платформа линии Тиёда

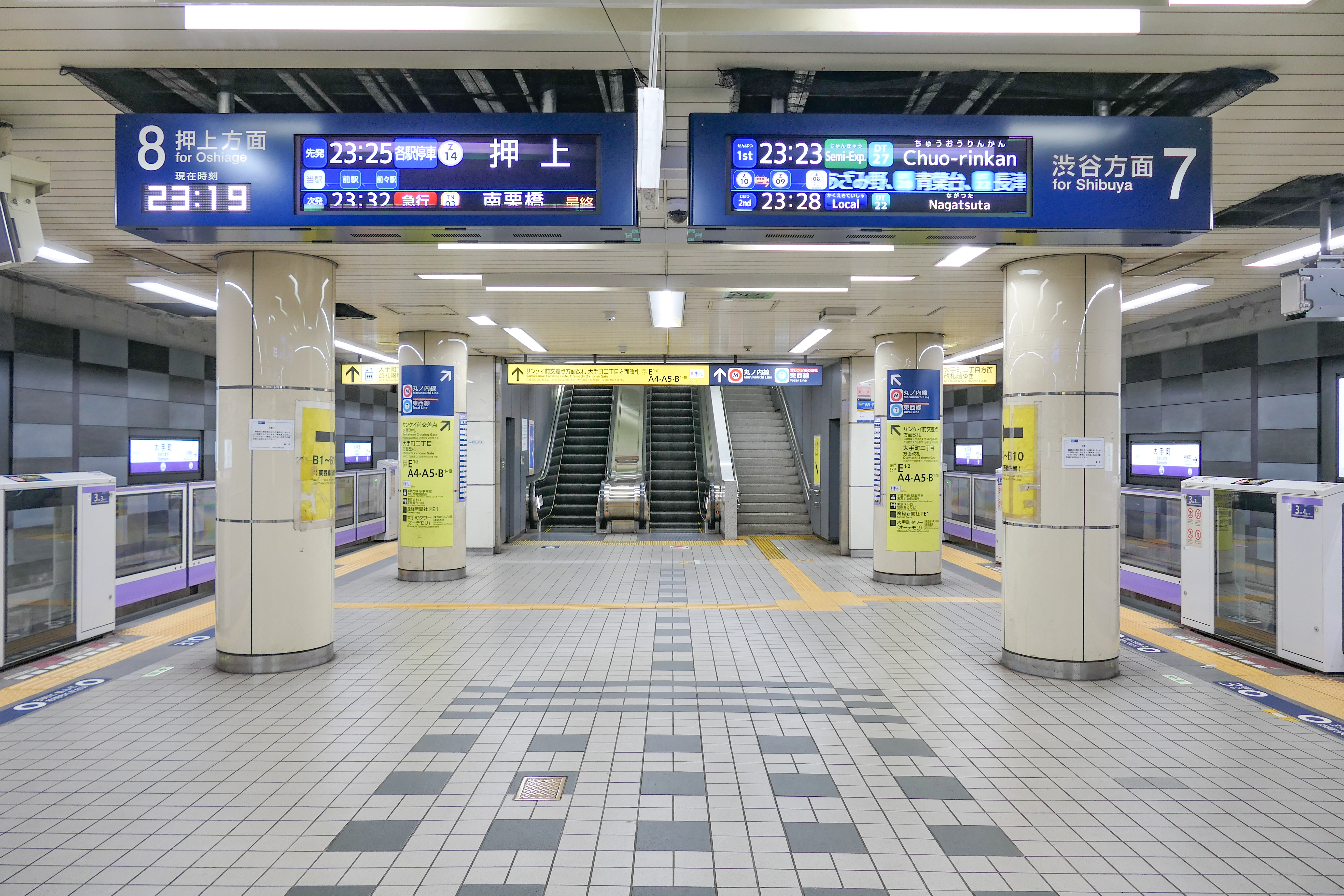
Платформа линии Хандзомон

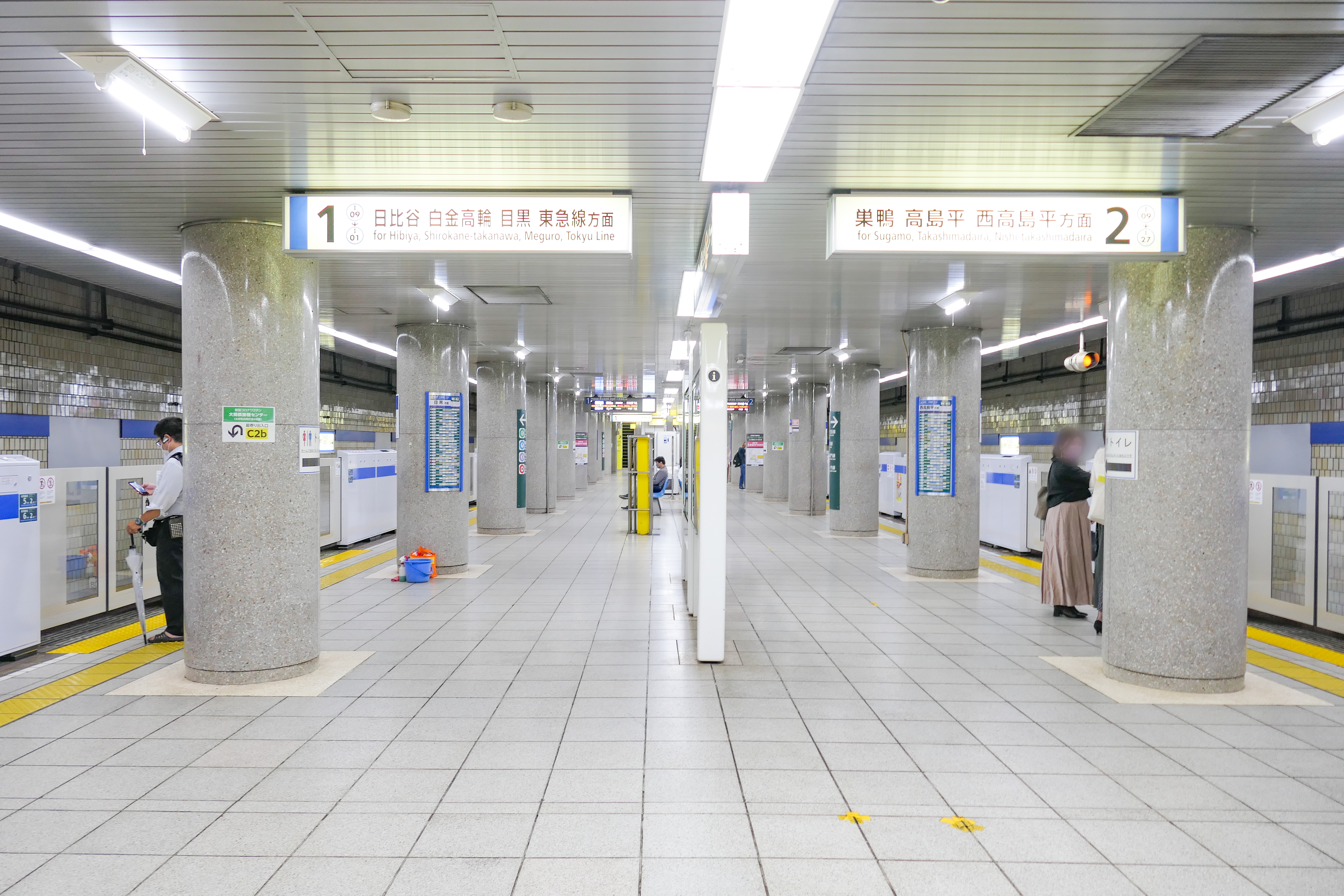
Платформа линии Мита

Станция Отэмати (яп. 大手町駅 о:тэмати эки) — железнодорожная станция, расположенная в специальном районе Тиёда в Токио. Это самая большая станция метрополитена в Токио.

## История
Станция была открыта 20 июля 1956 года как остановка на линии Маруноути. Платформы линии Тодзай были введены в эксплуатацию 1 октября 1966 года. Станция тогда была конечной для этой линии. С 14 сентября 1967 года поезда начали ходить дальше данной станции. Платформы линии Тиёда были введены в эксплуатацию 20 декабря 1969 года, а сквозное движение через станцию открыто 20 марта 1971 года. Платформы линии Мита были открыты 20 июня 1972 года, а линии Хандзомон — 26 января 1989 года. На станции установлены автоматические платформенные ворота.

## Линии
- Tokyo Metro
  - ○Линия Тиёда (C-11)
  - ○Линия Маруноути (M-18)
  - ○Линия Тодзай (T-09)
  - ○Линия Хандзомон (Z-08)
- Toei
  - ○Линия Мита (I-09)

## Планировка станции

### Tokyo Metro
Линия Маруноути: 2 платформы бокового типа и 2 пути. Остальные линии: по одной платформе островного типа и 2 пути.
| 1 | ○ Линия Маруноути | Гиндза ・ Синдзюку ・ Огикубо                                             |
| 2 | ○ Линия Маруноути | Отяномидзу ・ Икэбукуро                                                   |
| 3 | ○ Линия Тодзай    | Ниси-Фунабаси ・ Цуданума ・ Тоё-Кацутадай                                |
| 4 | ○ Линия Тодзай    | Накано ・ Митака                                                          |
| 5 | ○ Линия Тиёда     | Омотэсандо ・ Ёёги-Уэхара ・ (Линия Одавара ・ Линия Тама) Каракида       |
| 6 | ○ Линия Тиёда     | Кита-Сэндзю ・ Аясэ ・ (Линия Дзёбан) Мацудо ・ Касива ・ Абико ・ Торидэ |
| 7 | ○ Линия Хандзомон | Сибуя ・ (Линия Дэнъэнтоси) Тюо-Ринкан                                    |
| 8 | ○ Линия Хандзомон | Осиагэ ・ (Линия Исэсаки) Куки ・ (Линия Никко) Минами-Курихаси           |

### Toei Subway
| 1 | ○ Линия Мита | Мита ・ Мэгуро ・ (Линия Мэгуро) Хиёси |
| 2 | ○ Линия Мита | Сугамо ・ Ниси-Такасимадайра           |

## Близлежащие станции
| «             |  | Линия           |  | »              |
| ------------- |  | --------------- |  | -------------- |
| Токио         |  | Линия Маруноути |  | Авадзитё       |
| Такэбаси      |  | Линия Тодзай    |  | Нихонбаси      |
| Нидзюбаси-маэ |  | Линия Тиёда     |  | Син-Отяномидзу |
| Дзимботё      |  | Линия Хандзомон |  | Мицукоси-маэ   |
| Хибия         |  | Линия Мита      |  | Дзимботё       |